# Naves, Llanes
Naves är en ort i Spanien.   Den ligger i provinsen Province of Asturias och regionen Asturien, i den norra delen av landet, 300 km norr om huvudstaden Madrid. Naves ligger 28 meter över havet och antalet invånare är 178.
Terrängen runt Naves är varierad. Havet är nära Naves norrut. Runt Naves är det ganska glesbefolkat, med 22 invånare per kvadratkilometer. Närmaste större samhälle är Llanes, 11,0 km öster om Naves. I omgivningarna runt Naves växer i huvudsak blandskog.